# Blaziert
Blaziert é uma comuna francesa na região administrativa de Occitânia, no departamento de Gers. Estende-se por uma área de 10,97 km². Em 2010 a comuna tinha 136 habitantes (densidade: 12,4 hab./km²).